# Фонкуверт (Приморская Шаранта)
Фонкуве́рт (фр. Fontcouverte) — коммуна во Франции, находится в регионе Пуату — Шаранта. Департамент коммуны — Шаранта Приморская. Входит в состав кантона Сент-Север. Округ коммуны — Сент.
Код INSEE коммуны — 17164.

## Население
Население коммуны на 2010 год составляло 2218 человек.
| 1962 | 1968 | 1975 | 1982 | 1990 | 1999 | 2010 |
| ---- | ---- | ---- | ---- | ---- | ---- | ---- |
| 711  | 719  | 1106 | 1706 | 1962 | 1892 | 2218 |